# 379e division d'infanterie
La 379e division d'infanterie (en allemand : 379. Infanterie-Division ou 379. ID) est une des divisions d'infanterie de l'armée allemande (Wehrmacht) durant la Seconde Guerre mondiale.

## Création
La 379. Infanterie-Division est formée le 15 mars 1940 à partir de Landwehr et de l'état-major de l'Infanterie-Division z.b.V. 424 à Lublin dans le Wehrkreis IV en tant qu'élément de la 9. Welle (9e vague de mobilisation).
Elle est organisée comme une Landesschützen-Division qui est une unité d'infanterie territoriale composée de personnel âgé et utilisé pour des fonctions de garde et de la garnison. C'est l'équivalent des régiments d'infanterie territoriale française.
La division est dissoute le 15 août 1940 à Butzbach et Friedberg[Lequel ?] et son état-major prend en charge l'Oberfeldkommandantur 379 (OFK 379) en Pologne.

## Organisation

### Commandants
| Date                        | Grade           | Commandant          |
| --------------------------- | --------------- | ------------------- |
| 15 mars 1940 - 28 mai 1940  | Generalleutnant | Ludwig Müller       |
| 28 mai 1940 - 1er août 1940 | Generalleutnant | Wilhelm von Altrock |

## Théâtres d'opérations
- Allemagne : Mars 1940 - Août 1940

## Ordres de bataille
- Infanterie-Regiment 653
- Infanterie-Regiment 654
- Infanterie-Regiment 655
- Artillerie-Batterie 379
- Radfahr-Schwadron 379
- Nachrichten-Kompanie 379
- Divisions-Nachschubführer 379